# 18 v.Chr.
18 v.Chr. is een jaartal volgens de christelijke jaartelling.

## Gebeurtenissen

### Italië
- De Senaat kondigt de Lex Julia (zedenwetten) af, ter bevordering van de huwelijksmoraal. Het verbod voor een huwelijk met een vrijgelatene en de straf op echtbreuk, stuiten op heftig verzet.
- Marcus Vipsanius Agrippa bekleed het ambt van tribunicia potestas, voor een periode van 5 jaar en wordt co-regent van keizer Augustus.

### India
- Koning Singtabung (18 v.Chr - 8 v.Chr.) bestijgt de troon van het koninkrijk Manipur.

### Azië
- Op het Koreaanse schiereiland ontstaat in het zuidwesten het koninkrijk Paekche (huidige Seoel) en verklaart zich onafhankelijk van de Chinese Han-dynastie.

### Europa
- Koning Cunobelin (18 v.Chr. - 43) volgt zijn vader Tasciovanus op als heerser van Brittannië. Hij sluit een vredesverdrag met Rome en betaalt een jaarlijkse schatting.

## Geboren
- Arminius (18 v.Chr. - ~19), Germaans stamhoofd en veldheer